# فرودگاه لانگ ثان
فرودگاه لانگ ثان یک فرودگاه برنامه‌ریزی شده در ویتنام است که در ۴۰ کیلومتری شمال شرقی سایگون واقع است. مساحت فرودگاه ۵۰۰۰ هکتار احتمال دارد که در سال ۲۰۱۵ آغاز خواهد شد و در سال ۲۰۲۰ به پایان برسد. هنگامی که به پایان مرحله اول برسد ۲ باند فرودگاه (۴۰۰۰ متر، ۴۵ متر) و قادر خواهد بود به خدمت ۲۵۰۰۰۰۰۰ مسافران در سال برسند. این فرودگاه تا ۲۰۳۰ گسترش می‌شود. از ۲۰۳۰، آن را به ۴ باند فرودگاه و ۴ ترمینال قادر خواهد بود برای خدمت به ۱۰۰۰۰۰۰۰۰ مسافران در هر سال، ۵ میلیون تن در سال از دفتر. آن را تبدیل به بزرگترین فرودگاه در ویتنام و یکی از بزرگترین فرودگاه در جنوب شرقی آسیا کند.
هزینه کل فاز اول ۶۷۰۰۰۰۰۰۰۰ USD می‌باشد.
1. ↑  VietnamPlus (2020-07-28). "Dong Nai intensifies site clearance for Long Thanh Int'l Airport | Videos | Vietnam+ (VietnamPlus)". VietnamPlus (به انگلیسی). Retrieved 2023-05-11.